# Протоптерикс
Протоптерикс (Protopteryx fengningensis) — вимерлий вид ранніх птахів, що існував в нижній крейді (близько 131 мільйонів років тому
). Це енанціорнісові птахи, які жили на території провінції Хебей (Північно-Західний Китай).